# مهره (اطلاعات)
در اطلاعات، مهره‌ها افرادی هستند که از سازمانها یا کشورها جاسوسی می‌کنند و اطلاعاتی را برای جاسوسی دیگر در خارج از کشور مخابره می‌کنند. بعضی اوقات از آنها به عنوان مأمور یاد می‌شود و در اصطلاح قانونی به عنوان مخبر یا به اختصار "CI" شناخته می‌شود.
دسته‌بندی‌های مختلفی برای مهره‌ها وجود دارد، از جمله افرادی که:
- افرادی که به میل شخصی و به دلایل ایدئولوژیکی مانند مخالفت با حکومت خود، برای یک دولت خارجی کار می‌کنند، اما در کشوری زندگی می‌کنند که اجازه ابراز مخالفت سیاسی را نمی‌دهد. آنها ممکن است برای تغییر کشور خود تصمیم بگیرند که با یک قدرت خارجی کار کنند زیرا راه دیگری وجود ندارد.
- کار بابت اهداف مالی. سرویس‌های اطلاعاتی غالباً دستمزدهای خوبی را به افرادی با سمت‌های مهم که مایل به خیانت و افشای اسرار هستند پرداخت می‌کنند.
- تحت فشار قرارگرفته و بابت باج خواهی مجبور به جاسوسی شدند.
- افرادی که نمی‌دانند مورد سوءاستفاده قرار گرفته‌اند (به اصطلاح " احمقهای مفید "). مهره‌هایی که حکومت خود وفادارند، اما ممکن است بابت وجود نقص در امنیت اطلاعات، مانند استفاده از رایانه‌های ناایمن یا عدم پیروی از رویه‌های مناسب در طی گفتگوی روزانه، به یک نماینده خارجی اطلاعات ارائه دهد.